# Championnats du monde de skyrunning 2024
Navigation
2022 2026
Les championnats du monde de skyrunning 2024 constituent la septième édition des championnats du monde de skyrunning, compétition internationale gérée par la fédération internationale de skyrunning. Ils ont lieu du 6 septembre au 8 septembre 2024 dans le cadre du VK Los Neveros à Ágreda et du Desafío Urbión à Covaleda dans la province de Soria en Castille-et-León en Espagne. 310 coureurs représentant 41 pays participent à cette édition.

## Résultats

### SkyMarathon
Le SkyMarathon voit un début de course serré entre plusieurs concurrents. Alain Santamaría, Joseph DeMoor et Lorenzo Beltrami s'échangent la tête de course à plusieurs reprises. Alain Santamaría parvient à hausser le rythme à la mi-parcours et se détache seul en tête pour s'offrir le titre. Lorenzo Beltrami parvient à se défaire de l'Américain pour s'offrir la médaille d'argent tandis que le Japonais Ruy Ueda effectue une solide fin de course pour doubler Joseph DeMoor et terminer sur la troisième marche du podium,.
La Suédoise Louise Jernberg mène l'épreuve de SkyMarathon de bout en bout pour s'offrir le titre. Derrière elle, la deuxième place fait l'objet d'une lutte serrée entre la favorite Karina Carsolio et la Suédoise Barbro Fjällstedt Oljans. Cette dernière parvient à faire la différence pour s'offrir la médaille d'argent à sa propre surprise. Karina Carsolio complète le podium,.
| Rang               | Athlète                 | Temps           |
| ------------------ | ----------------------- | --------------- |
| Médaille d'or      | Alain Santamaría Blanco | 3 h 33 min 11 s |
| Médaille d'argent  | Lorenzo Beltrami        | 3 h 34 min 12 s |
| Médaille de bronze | Ruy Ueda                | 3 h 39 min 17 s |
| 4                  | Morgan Elliott          | 3 h 43 min 5 s  |
| 5                  | Dimas Pereira Obaya     | 3 h 43 min 41 s |
| 6                  | Joseph DeMoor           | 3 h 44 min 24 s |
| 7                  | Erik Martin Nilsson     | 3 h 44 min 44 s |
| 8                  | Sébastien Poesy         | 3 h 47 min 17 s |
| 9                  | Taiga Yamaguchi         | 3 h 50 min 9 s  |
| 10                 | Raúl Ortiz Cabello      | 3 h 51 min 16 s |

| Rang               | Athlète                  | Temps           |
| ------------------ | ------------------------ | --------------- |
| Médaille d'or      | Louise Jernberg          | 4 h 25 min 36 s |
| Médaille d'argent  | Barbro Fjällstedt Oljans | 4 h 27 min 50 s |
| Médaille de bronze | Karina Carsolio          | 4 h 30 min 26 s |
| 4                  | Corinna Ghirardi         | 4 h 36 min 21 s |
| 5                  | Barbora Marková          | 4 h 38 min 6 s  |
| 6                  | Olivia Magnone           | 4 h 41 min 6 s  |
| 7                  | Isabel Calero Garau      | 4 h 41 min 38 s |
| 8                  | Giulia Pol               | 4 h 45 min 14 s |
| 9                  | Roberta Jacquin          | 4 h 48 min 19 s |
| 10                 | Rens Nijman              | 4 h 48 min 29 s |

### Ultra SkyMarathon
Grand favori, l'Italien Cristian Minoggio domine l'épreuve d'Ultra SkyMarathon. Menant l'épreuve, il se détache à mi-parcours et file vers le titre. Il s'impose en 6 h 53 min 44 s avec près d'une demi-heure d'avance sur ses rivaux. Derrière lui, la deuxième place fait l'objet d'une lutte serrée entre le Japonais Shoma Otagiri et l'Espagnol Jesús Gil García. Ce dernier parvient à faire la différence pour s'offrir la médaille d'argent devant le Japonais.
L'Américaine Erin Ton crée la surprise en menant le début de l'Ultra SkyMarathon sur un rythme soutenu mais finit par craquer. Un petit peloton se forme ensuite en tête avec entre autres la favorite, l'Espagnole Gemma Arenas, la Japonaise Honoka Akiyama et l'Italienne Giulia Marchesoni. Cette dernière surpend ses adversaires en lançant son attaque à mi-parcours. Elle creuse l'écart en tête pour filer vers le titre. Honoka Akiyama parvient à prendre le meilleur pour s'offrir la médaille d'argent devant Gemma Arenas,.
| Rang               | Athlète                        | Temps           |
| ------------------ | ------------------------------ | --------------- |
| Médaille d'or      | Cristian Minoggio              | 6 h 53 min 44 s |
| Médaille d'argent  | Jesús Gil García               | 7 h 21 min 29 s |
| Médaille de bronze | Shoma Otagiri                  | 7 h 28 min 1 s  |
| 4                  | Koken Ogasawara                | 7 h 29 min 33 s |
| 5                  | Emerson Robert Trujillo Flores | 7 h 32 min 1 s  |
| 6                  | Julen Calvó Vigara             | 7 h 32 min 59 s |
| 7                  | Anders Fox                     | 7 h 39 min 39 s |
| 8                  | Samuel Ponce Alvarez           | 7 h 41 min 1 s  |
| 9                  | Danilo Brambilla               | 7 h 41 min 40 s |
| 10                 | Luca Arrigoni                  | 7 h 46 min 36 s |

| Rang               | Athlète                 | Temps           |
| ------------------ | ----------------------- | --------------- |
| Médaille d'or      | Giulia Marchesoni       | 8 h 38 min 10 s |
| Médaille d'argent  | Honoka Akiyama          | 8 h 43 min 3 s  |
| Médaille de bronze | Gemma Arenas Alcázar    | 8 h 48 min 54 s |
| 4                  | Bárbara Ruiz Páramo     | 9 h 6 min 9 s   |
| 5                  | Romana Rudolf Lojková   | 9 h 8 min 53 s  |
| 6                  | Markéta Šimková         | 9 h 12 min 21 s |
| 7                  | Chihiro Aibara          | 9 h 15 min 31 s |
| 8                  | Sandra Sevillano Guerra | 9 h 24 min 52 s |
| 9                  | Elisa Pallini           | 9 h 27 min 16 s |
| 10                 | Sofia Beizel            | 9 h 27 min 48 s |

### Kilomètre vertical
Tenant du titre, l'Américain Joseph DeMoor s'élance comme favori sur le kilomètre vertical Los Neveros. Menant la course, il voit l'Espagnol Alain Santamaría le talonner. Ce dernier parvient à doubler l'Américain en fin de course et remporte le titre avec quatre secondes d'avance sur son rival. L'Italien Alex Oberbacher effectue une solide course pour compléter le podium.
La course féminine du kilomètre vertical est disputée en première partie avec plusieurs coureuses s'échangeant la tête. L'Espagnole Naiara Irigoyen tire avantage de la connaissance du terrain pour hausser le rythme en seconde partie et filer vers le titre. La Suissesse Paola Stampanoni s'offre la médaille d'argent devant l'Italienne Benedetta Broggi.
| Rang               | Athlète                  | Temps       |
| ------------------ | ------------------------ | ----------- |
| Médaille d'or      | Alain Santamaría Blanco  | 40 min 56 s |
| Médaille d'argent  | Joseph DeMoor            | 41 min 0 s  |
| Médaille de bronze | Alex Oberbacher          | 42 min 11 s |
| 4                  | Nicola Hagger            | 42 min 57 s |
| 5                  | Arnau Soldevila Busquets | 43 min 15 s |
| 6                  | Jackson Cole             | 43 min 20 s |
| 7                  | Marcello Ugazio          | 43 min 43 s |
| 8                  | Diego Díaz Ortega        | 43 min 53 s |
| 9                  | Louis Dumas              | 44 min 0 s  |
| 10                 | Máté Dalos               | 44 min 0 s  |

| Rang               | Athlète                | Temps       |
| ------------------ | ---------------------- | ----------- |
| Médaille d'or      | Naiara Irigoyen Indave | 50 min 8 s  |
| Médaille d'argent  | Paola Stampanoni       | 50 min 27 s |
| Médaille de bronze | Benedetta Broggi       | 50 min 43 s |
| 4                  | Ariadna Fenés          | 51 min 15 s |
| 5                  | Isabel Calero Garau    | 51 min 54 s |
| 6                  | Silvia Lara Diéguez    | 52 min 33 s |
| 7                  | Corinna Ghirardi       | 52 min 53 s |
| 8                  | Louise Jernberg        | 53 min 18 s |
| 9                  | Yuki Ikegami           | 54 min 29 s |
| 10                 | Olivia Magnone         | 54 min 41 s |

### Combiné
| Rang               | Athlète          |
| ------------------ | ---------------- |
| Médaille d'or      | Alain Santamaría |
| Médaille d'argent  | Joseph DeMoor    |
| Médaille de bronze | Sébastien Poesy  |

| Rang               | Athlète                  |
| ------------------ | ------------------------ |
| Médaille d'or      | Louise Jernberg          |
| Médaille d'argent  | Barbro Fjällstedt Oljans |
| Médaille de bronze | Corinna Ghirardi         |

### Nations
| Rang               | Pays    | Vertical | Sky | Ultra | Total |
| ------------------ | ------- | -------- | --- | ----- | ----- |
| Médaille d'or      | Espagne | 334      | 290 | 304   | 928   |
| Médaille d'argent  | Italie  | 284      | 282 | 32    | 886   |
| Médaille de bronze | Japon   | 190      | 244 | 302   | 736   |